# Gefleckter Schmalbock

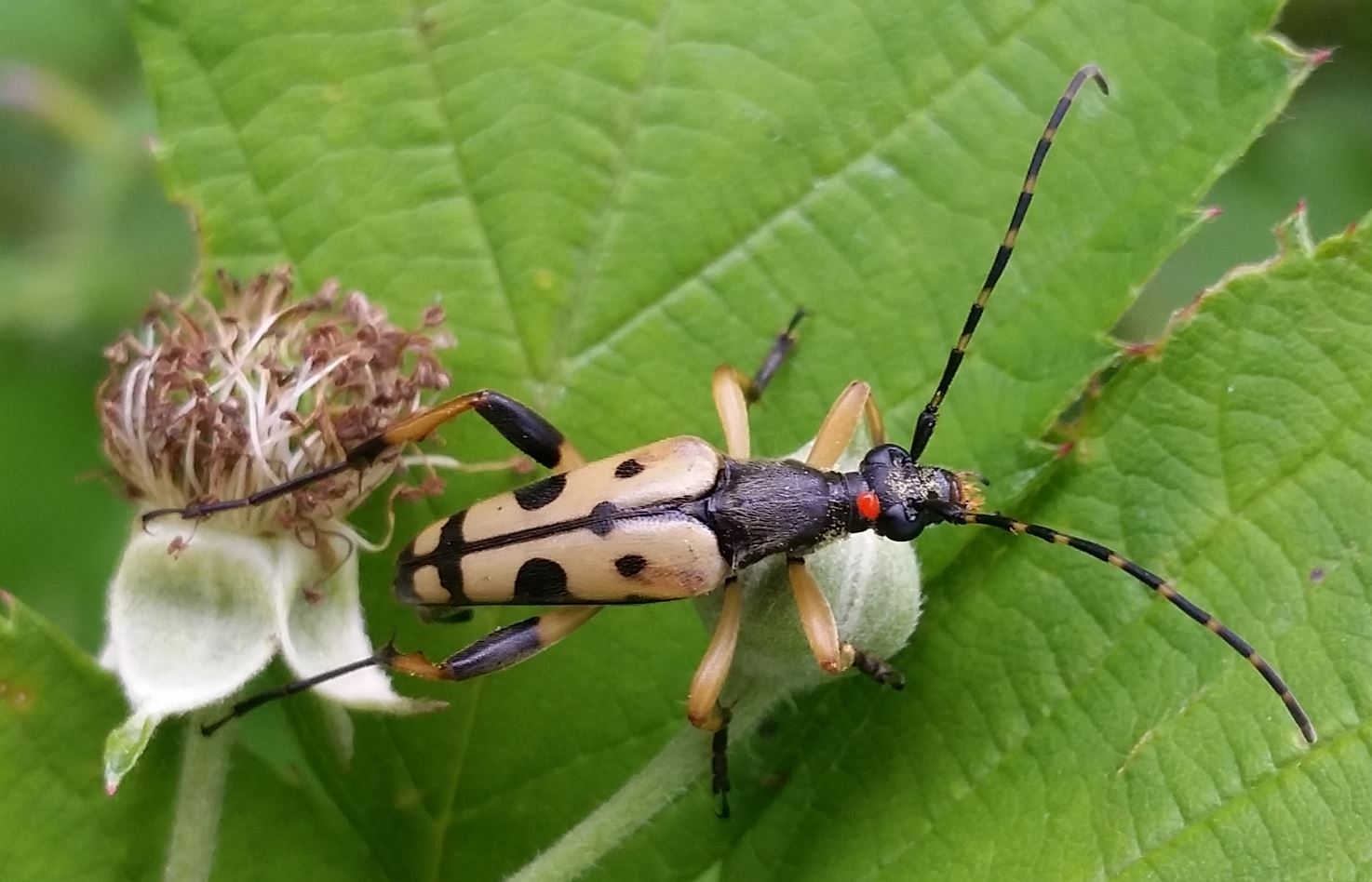
Gefleckter Schmalbock – Männchen

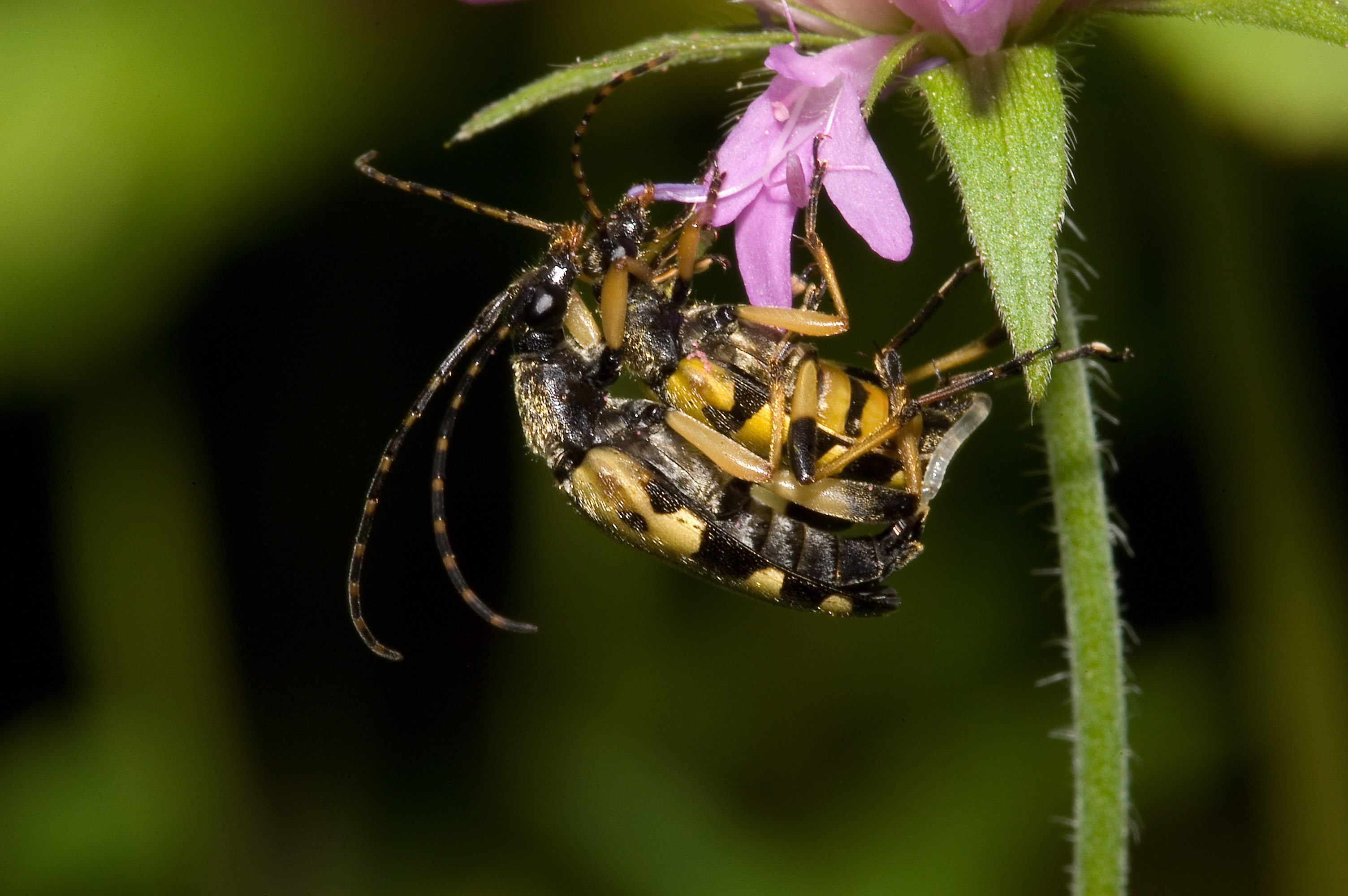
Paarung von Gefleckten Schmalböcken

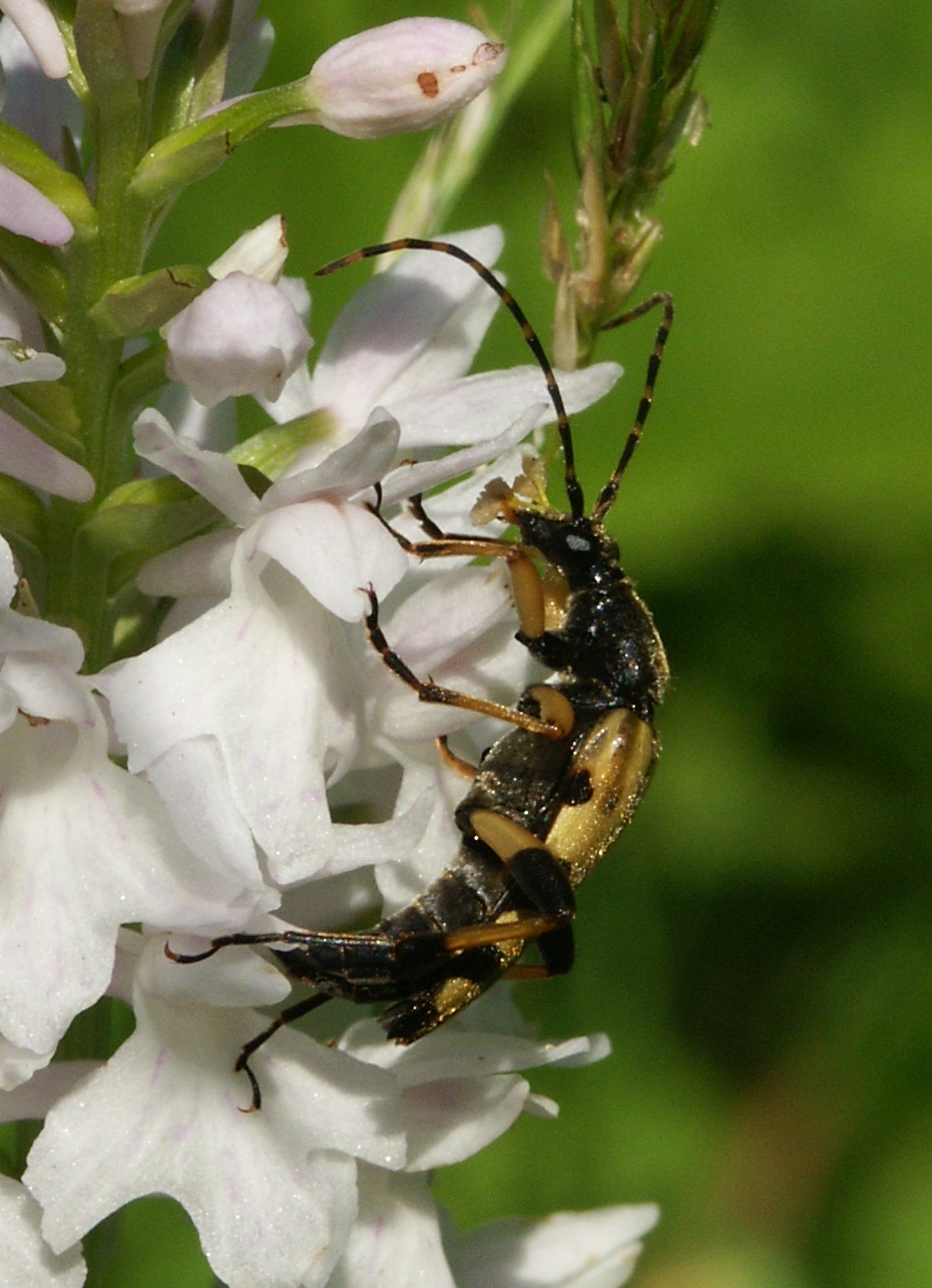
Der Gefleckte Schmalbock als Bestäuber von Fuchs’ Knabenkraut mit an den Kopf gehefteten Pollinien

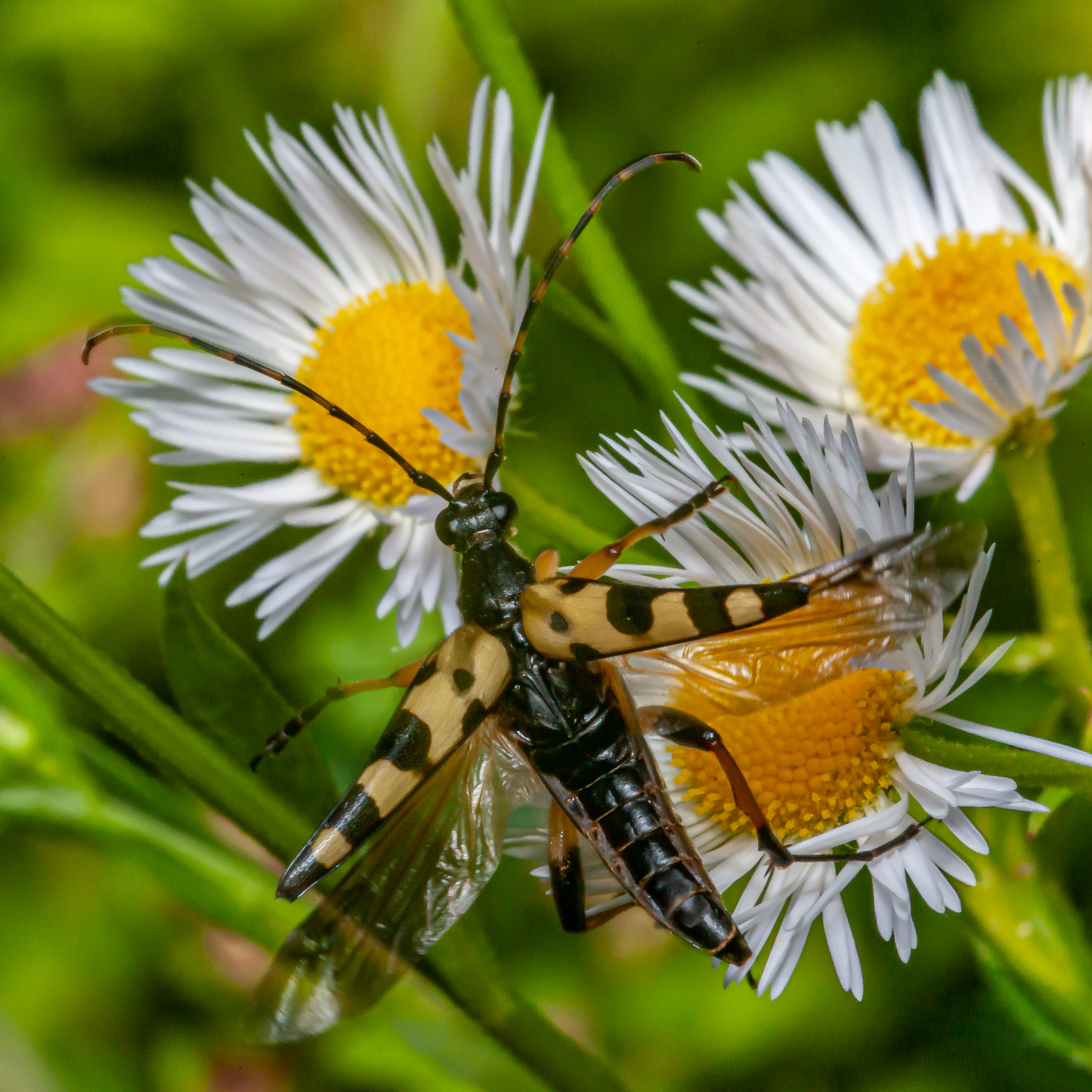
Gefleckter Schmalbock (Rutpela maculata) hebt ab zum Flug

Der Gefleckte Schmalbock (Rutpela maculata, Syn.: Strangalia maculata, Leptura maculata) ist ein Käfer aus der Familie der Bockkäfer (Cerambycidae).

## Merkmale
Gefleckte Schmalböcke werden 14 bis 20 Millimeter lang. Die Grundfärbung des Körpers ist schwarz, nur die Deckflügel sind gelb und haben vorne getrennte schwarze Flecken und dahinter mehr oder weniger zusammenhängende schwarze Querbinden. Diese Zeichnung variiert von Tier zu Tier und bewirkt, dass andere Tiere den Käfer für eine Wespe halten – es handelt sich also um Mimikry. Der Körper ist in die Länge gestreckt und recht schlank gebaut; die Fühler sind lang und schmal. Der Gefleckte Schmalbock ist der einzige Vertreter der Bockkäfer, bei dem Fühler und Beine abwechselnd gelb und schwarz gefärbt sind.
Bei den Männchen sind die Hinterschienen innen mit zwei größeren und mehreren kleineren Zähnchen versehen. Die vordere schwarze Binde ist meist unterbrochen, beim Weibchen jedoch meist durchgehend.

## Vorkommen
Die Käfer sind in Mittel- und Südeuropa sehr weit verbreitet. Außerdem kommen sie in Kleinasien vor. Sie bewohnen verschiedene Lebensräume, darunter offene Stellen in Laubwäldern, Gebüsche und Wiesen.

## Lebensweise
Man sieht die tagaktiven Tiere häufig auf Doldenblüten sitzen. Sie ernähren sich neben dem Nektar auch von den Pollen und Staubgefäßen. Durch Aneinanderreiben von Hinterbeinen und Flügeldecken ist der Käfer in der Lage, zirpende Geräusche zu erzeugen. Die Larven bohren sich tief in alte und morsche Bäume und Sträucher (zum Beispiel Buchen, Birken, Eichen oder Weißdorne, selten auch in Nadelholz) und können so lange Gänge erzeugen. Nach mehreren Häutungen verpuppt sich die Larve in einem der Gänge, so dass der frisch geschlüpfte Käfer zunächst den Weg nach draußen finden muss. Die Käfer können von Juni bis August angetroffen werden.